# Paraphilomedes
Paraphilomedes is een geslacht van kreeftachtigen uit de klasse van de Ostracoda (mosselkreeftjes).

## Soorten
- Paraphilomedes tricornuta Poulsen, 1962
- Paraphilomedes unicornuta Poulsen, 1962